# شهرستان رادرفورد (کارولینای شمالی)
شهرستان روترفورد، کارولینای شمالی (به انگلیسی: Rutherford County, North Carolina) یک سکونتگاه مسکونی در ایالات متحده آمریکا است که در کارولینای شمالی واقع شده‌است.

## خصوصیات
شهرستان روترفورد ۱٬۴۶۵٫۹۴ کیلومترمربع مساحت دارد.